# Ocupación alemana de Bielorrusia

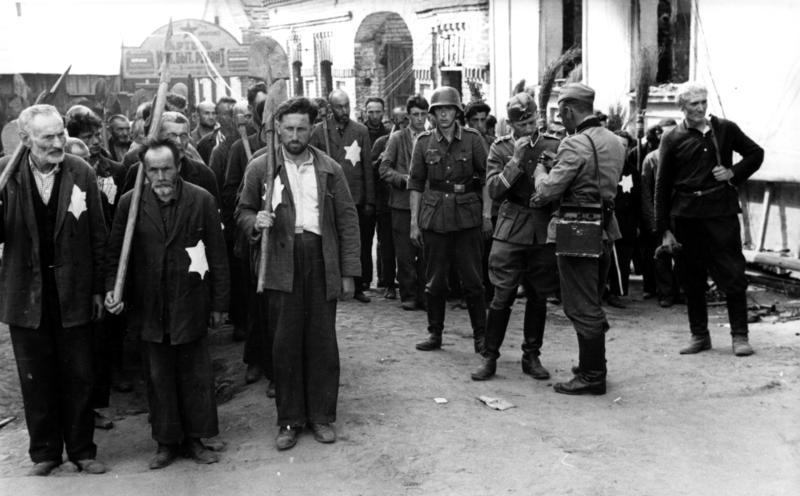
Judíos de Mogilev deportados a un campo de trabajos forzados, julio de 1941.

La ocupación de Bielorrusia por la Alemania nazi ocurrió como parte de la invasión alemana de la Unión Soviética que comenzó el 22 de junio de 1941 y condujo a una ocupación militar alemana hasta su total liberación en agosto de 1944 como resultado de la Operación Bagration. Las partes occidentales de Bielorrusia pasaron a formar parte del Reichskommissariat Ostland en 1941, y en 1943, las autoridades alemanas permitieron a los colaboradores locales establecer un gobierno regional, la Rada Central de Bielorrusia, que duró hasta que los soviéticos restablecieron el control sobre la región. En total, más de 2 millones de personas fueron asesinadas en Bielorrusia durante los tres años de ocupación nazi, casi una cuarta parte de la población de la región,incluidos entre 500.000 y 550.000 judíos en el Holocausto en Bielorrusia.

## Trasfondo

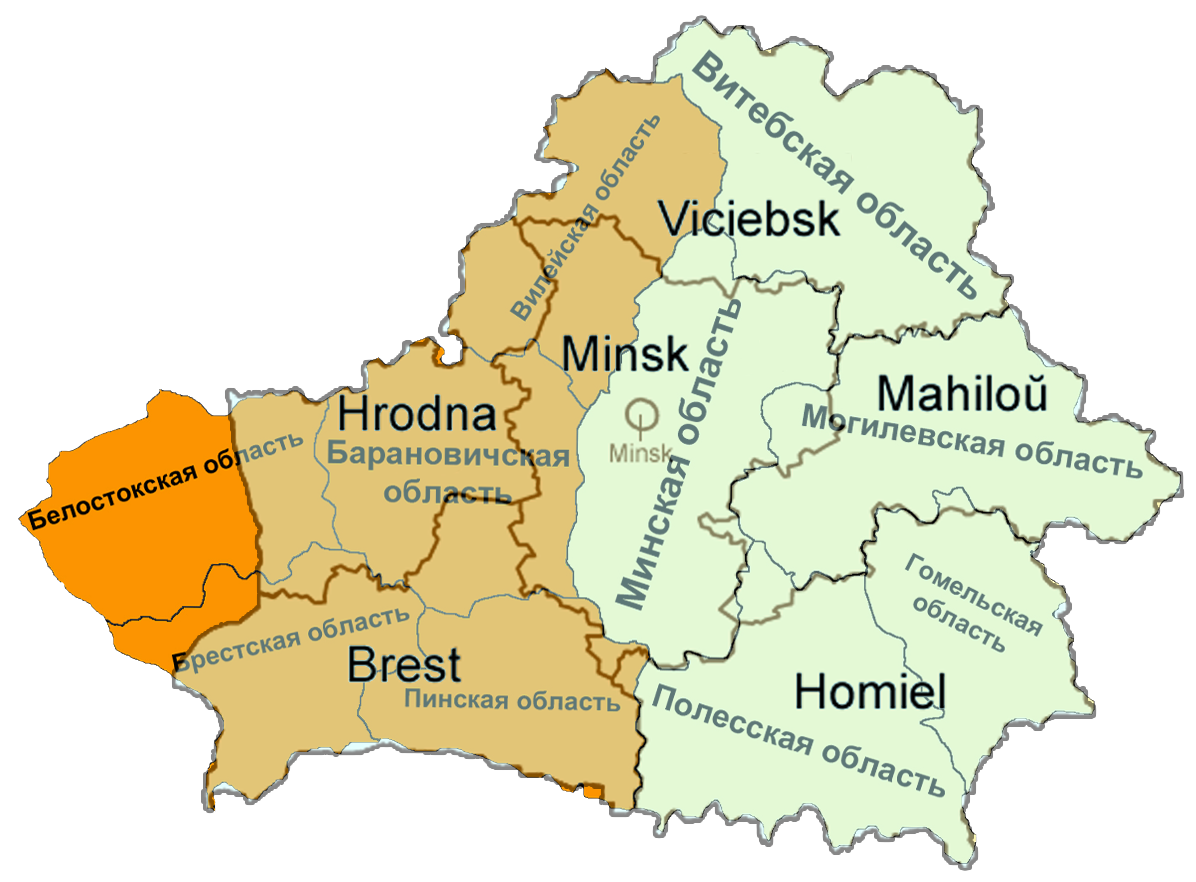
Divisiones administrativas de Bielorrusia. Esquema de la actual Bielorrusia encima de las divisiones administrativas de la República Socialista Soviética de Bielorrusia en 1940 (mapa completo, con letras pequeñas) antes de la Operación Barbarroja, pero después de la anexión de Kresy en la invasión nazi-soviética de Polonia.

Las historiografía soviética y bielorrusa estudian el tema de la ocupación alemana en el contexto de la Bielorrusia contemporánea, considerada como la República Socialista Soviética de Bielorrusia (BSSR), una república constituyente de la Unión Soviética en su conjunto con las fronteras de 1941. La historiografía polaca insiste en un tratamiento especial, incluso separado, para las Tierras Orientales de Polonia en las fronteras de 1921 (alias "Kresy Wschodnie", alias Bielorrusia Occidental), que se incorporaron a la BSSR después de que los soviéticos invadieran Polonia el 17 de septiembre de 1939. Más de 100.000 personas de diferentes orígenes étnicos, en su mayoría polacos y judíos en Bielorrusia occidental, fueron encarceladas, ejecutadas o transportadas al este de la URSS por las autoridades soviéticas antes de la invasión alemana. La NKVD (policía secreta soviética) mató a más de 1.000 prisioneros en junio y julio de 1941, por ejemplo, en Chervyen.

## Invasión
Bielorrusia, en junio de 1941, comprendía una región oriental (con capital en Minsk) que ya había estado bajo control de la Unión Soviética desde 1920, pero la franja occidental había sido parte de Polonia desde 1920 hasta la invasión soviética de Polonia de 1939, por lo cual en los centros urbanos de dicho sector (como Brest, Hrodna, Lida y Kobrin) existían grandes núcleos de población civil polaca.
Después de veinte meses de poder soviético en Bielorrusia Occidental y Ucrania Occidental - acordado en el Pacto Ribbentrop-Mólotov y el Tratado Germano-Soviético de Amistad, Cooperación y Demarcación - la Alemania nazi invadió la Unión Soviética el 22 de junio de 1941. Bielorrusia Occidental fue integrada dentro del Gobierno General que comprendía el antiguo territorio de la República de Polonia (ahora ocupada por la Wehrmacht, y sujeta a la autoridad civil del gobernador alemán en Varsovia. No obstante la Bielorrusia Oriental quedó bajo la autoridad directa de la Wehrmacht y de la SS bajo el nombre de Ostland (literalmente "tierra oriental" en alemán), siendo designado como Reichkomissar el oficial de la SS Wilhelm Kube.

## Ocupación

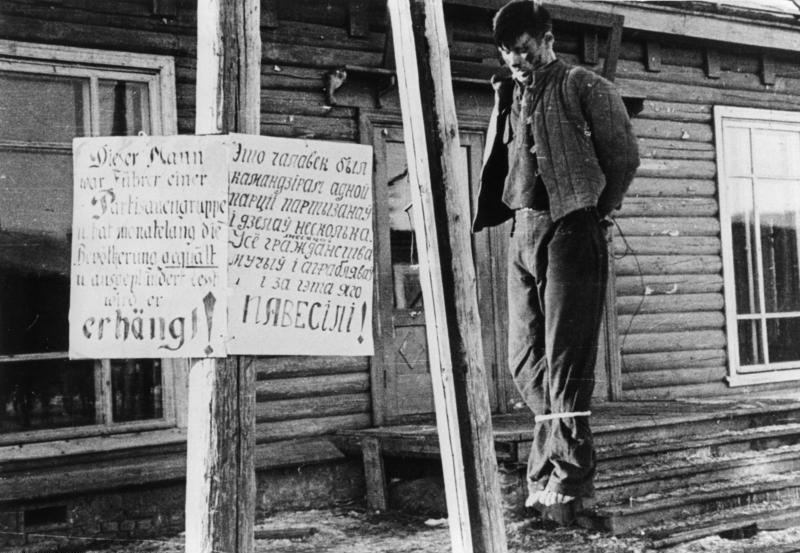
Un partisano, colgado por los alemanes en Minsk, en 1942.

Desde los primeros días de la ocupación, un potente y creciente movimiento partisano soviético emergió. Escondiéndose en los bosques y pantanos, los partisanos provocaron un fuerte daño a las líneas de suministro y comunicación alemanas, afectando a los caminos, puentes, cables de telégrafo, atacando depósitos de suministros, de combustible y transportes, y tendiéndoles emboscadas a los soldados del Eje. Claro está, que no todos los luchadores antialemanes eran simpatizantes del régimen soviético, pero sí gran parte de ellos.
En la mayor acción de sabotaje de los partisanos soviéticos de toda la Segunda Guerra Mundial, también llamada diversión de Asipovichi del 30 de julio de 1943, cuatro trenes alemanes con suministros y carros de combate fueron destruidos. Para combatir la actividad partisana, los alemanes tuvieron que retirar sus fuerzas considerablemente detrás de la frontera. El 22 de julio de 1944, la Operación Bagratión fue lanzada, recuperando finalmente toda Bielorrusia a finales del mes de agosto.

## Crímenes

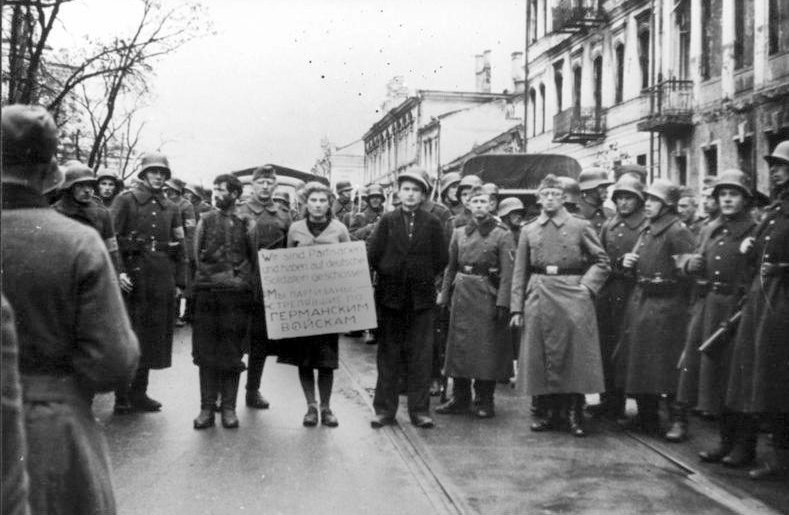
Masha Bruskina con dos compañeros de la resistencia antes de ser ejecutados fueron forzados a caminar por las calles de Minsk. A la chica le colgaron un cartel al cuello que decía en bielorruso y en alemán: Somos partisanos y disparamos a soldados alemanes. 2 de octubre de 1941

Alemania impuso un régimen brutal, deportando alrededor de 380 000 civiles para trabajos forzados en el Reich, y matando a otros miles de civiles más. Como las autoridades soviéticas dijeron después de la guerra, al menos 5 295 asentamientos bielorrusos fueron destruidos por los nazis, y la mayoría o todos sus habitantes asesinados. Más de 600 pueblos como Jatín fueron aniquilados junto con toda su población. En total, 2 230 000 personas fueron asesinadas durante los tres años de ocupación alemana.

## Holocausto
Casi toda la población judía de Bielorrusia que no fue evacuada, terminó asesinada, siendo destacable que el territorio bielorruso albergaba población judía en un número proporcionalmente más alto que otras regiones de la Unión Soviética. Uno de los primeros levantamientos de un gueto judío contra los nazis ocurrió en 1942 en Bielorrusia, en la pequeña ciudad de Lajva.

## Postocupación
Más tarde, en 1944, 30 bielorrusos entrenados por los alemanes fueron lanzados desde el aire detrás de la línea del frente soviética para provocar el desorden. Estos eran conocidos como "Čorny Kot" ("Gato Negro") liderados por Michał Vituška. Tuvieron cierto éxito inicial debido a la desorganización en la retaguardia del Ejército Rojo. Otras unidades bielorrusas atravesaron el bosque de Białowieża y en 1945 estalló una guerra de guerrillas a gran escala. Pero el NKVD se infiltró en estas unidades y las neutralizó a finales de 1946.
En total, Bielorrusia perdió una cuarta parte de su población de antes de la guerra en la Segunda Guerra Mundial, incluida prácticamente toda su élite intelectual. Unas 9200 aldeas y 1 200 000 casas quedaron destruidas. Las principales ciudades de Minsk y Vitebsk perdieron más del 80 % de sus edificios e infraestructura urbana. Por su defensa contra los alemanes y su tenacidad durante la ocupación alemana, la capital, Minsk, recibió después de la guerra el título de ciudad heroica. La fortaleza de Brest recibió el título de Heroica Fortaleza.